# ハーブ・スコア
ハーバート・ジュード・スコア（Herbert Jude Score, 1933年6月7日 - 2008年11月11日）は、アメリカ合衆国・ニューヨーク州ローズデイル出身の元プロ野球選手（投手）。左投左打。

## 経歴
19歳の誕生日である1952年6月7日にクリーブランド・インディアンスと契約。1953年はA級で、98イニングで126四球を記録する 荒れ球ぶり。1954年はAAA級に昇格し、22勝5敗・防御率2.62・330奪三振の好成績でスポーティング・ニューズが選出するマイナーリーグ・プレイヤー・オブ・ザ・イヤーを受賞し、「左のボブ・フェラー」の異名を取る。1955年は開幕メジャー入りを果たし、4月15日のデトロイト・タイガース戦でメジャーデビュー。9四球を与えながら3失点完投勝利を挙げた。5月1日のボストン・レッドソックス戦でキャリアハイの16奪三振、5月18日の同カードではメジャー初完封を記録。5月30日号のスポーツ・イラストレイテッド誌の表紙を飾り、ルーキーながらオールスターゲームに選出される。7月30日のボルチモア・オリオールズ戦では1安打完封勝利を挙げる など、リーグワースト2位の154四球ながら16勝10敗・防御率2.85、1911年のピート・アレクサンダーのルーキー記録227奪三振を更新する245奪三振を記録し、最多奪三振を獲得。ルーキー・オブ・ザ・イヤーを受賞した。1956年は2年連続でオールスターゲームに選出され、8月21日のニューヨーク・ヤンキース戦では7回までノーヒットに抑えて完封勝利 を挙げるなど20勝9敗・防御率2.53、共にリーグ最多の263奪三振・5完封で2年連続の最多奪三振を獲得した。
1957年は初の開幕投手を務め、順調な滑り出しを見せたが、5月7日のヤンキース戦で初回にギル・マクドゥガルドの打球が顔面に直撃し降板。鼻骨骨折、右頬骨と右目を損傷する重傷を負い病院に搬送された。1958年の開幕戦で復帰したが、4月30日に左肘を故障。その後も故障がちで2勝に留まった。1959年は前半戦で9勝5敗、2桁奪三振を3度記録するなど復活したかに思われたが、後半戦で6連敗を喫し 9勝11敗・防御率4.71、リーグワーストの14暴投に終わった。1960年4月18日に1選手との交換トレードでシカゴ・ホワイトソックスに移籍。
同年は5勝10敗・防御率3.72に留まる。速球のスピードは戻らず、ボールの動きも失ってしまった。1961年は6月にAAA級に降格。防御率5.10、134.0イニングで136四球に終わった。1962年は4試合のリリーフ登板のみで再びマイナーに降格し、再昇格はできなかった。1963年はAAA級で0勝6敗・防御率7.66という散々な成績に終わり、同年限りで現役引退。打球直撃のアクシデント後に成績を大きく落としたが、それを言い訳にすることはなく、それよりも故障の影響の方が大きいと主張した。
引退後は1964年から1997年まで30年以上に渡ってインディアンス専属のブロードキャスターとして活躍。2008年11月11日にオハイオ州ロッキーリバーで死去。75歳没。
投手としての球種はカーブ、スライダー(米書　「guide　to　pitchers」より）

## 詳細情報

### 年度別投手成績
| 年 度     | 球 団     | 登 板 | 先 発 | 完 投 | 完 封 | 無 四 球 | 勝 利 | 敗 戦 | セ 丨 ブ | ホ 丨 ル ド | 勝 率 | 打 者 | 投 球 回 | 被 安 打 | 被 本 塁 打 | 与 四 球 | 敬 遠 | 与 死 球 | 奪 三 振 | 暴 投 | ボ 丨 ク | 失 点 | 自 責 点 | 防 御 率 | W H I P |
| --------- | --------- | ----- | ----- | ----- | ----- | -------- | ----- | ----- | -------- | ----------- | ----- | ----- | -------- | -------- | ----------- | -------- | ----- | -------- | -------- | ----- | -------- | ----- | -------- | -------- | ------- |
| 1955      | CLE       | 33    | 32    | 11    | 2     | -        | 16    | 10    | 0        | --          | .615  | 978   | 227.1    | 158      | 18          | 154      | 1     | 1        | 245      | 12    | 0        | 85    | 72       | 2.85     | 1.37    |
| 1956      | CLE       | 35    | 33    | 16    | 5     | -        | 20    | 9     | 0        | --          | .690  | 1022  | 249.1    | 162      | 18          | 129      | 2     | 2        | 263      | 11    | 0        | 82    | 70       | 2.53     | 1.17    |
| 1957      | CLE       | 5     | 5     | 3     | 1     | -        | 2     | 1     | 0        | --          | .667  | 150   | 36.0     | 18       | 0           | 26       | 2     | 1        | 39       | 5     | 0        | 9     | 8        | 2.00     | 1.22    |
| 1958      | CLE       | 12    | 5     | 2     | 1     | -        | 2     | 3     | 3        | --          | .400  | 182   | 41.0     | 29       | 1           | 34       | 1     | 0        | 48       | 1     | 0        | 19    | 18       | 3.95     | 1.54    |
| 1959      | CLE       | 30    | 25    | 9     | 1     | -        | 9     | 11    | 0        | --          | .450  | 712   | 160.2    | 123      | 28          | 115      | 0     | 1        | 147      | 14    | 1        | 93    | 84       | 4.71     | 1.48    |
| 1960      | CWS       | 23    | 22    | 5     | 1     | -        | 5     | 10    | 0        | --          | .333  | 506   | 113.2    | 91       | 10          | 87       | 0     | 2        | 78       | 8     | 0        | 54    | 47       | 3.72     | 1.57    |
| 1961      | CWS       | 8     | 5     | 1     | 0     | -        | 1     | 2     | 0        | --          | .333  | 119   | 24.1     | 22       | 3           | 24       | 1     | 0        | 14       | 3     | 1        | 19    | 18       | 6.66     | 1.89    |
| 1962      | CWS       | 4     | 0     | 0     | 0     | -        | 0     | 0     | 0        | --          | --    | 27    | 6.0      | 6        | 1           | 4        | 0     | 0        | 3        | 1     | 0        | 3     | 3        | 4.50     | 1.67    |
| 通算：8年 | 通算：8年 | 150   | 127   | 47    | 11    | -        | 55    | 46    | 3        | --          | .545  | 3696  | 858.1    | 609      | 79          | 573      | 7     | 7        | 837      | 55    | 2        | 364   | 320      | 3.36     | 1.38    |

- 各年度の太字はリーグ最高

### 獲得タイトル・表彰・記録
- ルーキー・オブ・ザ・イヤー：1955年
- 最多奪三振 2回：1955年, 1956年
- MLBオールスターゲーム 選出 2回：1955年, 1956年